# Seriemy
Seriemy (Cariamiformes) jsou malá skupina velkých jihoamerických pozemních běhavých ptáků, do které patří pouze jediná recentní čeleď seriemovití (Cariamidae) se dvěma žijícími druhy. 

## Systematika a význam
Seriemy byly tradičně řazeny ke krátkokřídlým (Gruiformes), nyní jsou vyčleňovány do samostatného řádu Cariamiformes spolu se svými vyhynulými příbuznými (např. známí obří nelétaví fororacidi, kteří dosahovali až třímetrové výšky – například argentinský miocenní rod Kelenken). Jednalo se tedy o největší známé dravé ptáky všech dob. Na základě molekulárně-fylogenetických dat není řád Cariamiformes s krátkokřídlými blíže spřízněn, ale představuje součást velkého kladu tvořeného dále sokoly (Falconiformes), pěvci (Passeriformes) a papoušky (Psittaciformes), snad jeho bazální skupinu.

## Seznam žijících druhů
- seriema rudozobá (Cariama cristata)
- seriema černozobá = čuňa černozobá (Chunga burmeisteri)